# Phenacoleachia
Phenacoleachia är ett släkte av insekter. Phenacoleachia ingår i familjen Phenacoleachiidae.
Phenacoleachia är enda släktet i familjen Phenacoleachiidae.
Kladogram enligt Catalogue of Life:
| Phenacoleachia | \| \| Phenacoleachia australis \| \| \| \| \| \| Phenacoleachia zealandica \| \| \| \| |
|                | \| \| Phenacoleachia australis \| \| \| \| \| \| Phenacoleachia zealandica \| \| \| \| |
|                | Phenacoleachia australis                                                               |
|                |                                                                                        |
|                | Phenacoleachia zealandica                                                              |
|                |                                                                                        |